# Roland Smet
Roland Smet, né le 18 décembre 1952 à Saint-Étienne, est un coureur cycliste, professionnel durant les années 1970.

## Biographie
Il est avec Roland Berland l'auteur d'une échappée remarquée lors de la 13e étape du Tour de France 1976 de Font-Romeu à Saint-Gaudens lors de laquelle il passe en tête au col de Port, classé en 2e catégorie.
Roland Smet vit à Ganac, en Ariège.

## Palmarès

### Palmarès amateur
- 1971
  - 3e du Grand Prix Pierre-Pinel
- 1974
  - Grand Prix Pierre-Pinel
  - Boucles du Tarn

### Palmarès professionnel
- 1974
  - 4e étape de l'Étoile des Espoirs[2]
- 1976
  - 2e de la Route nivernaise
  - 3e du Grand Prix de Plumelec-Morbihan

## Résultats sur les grands tours

### Tour de France
1 participation
- 1976 : 81e